# Elisa Bonaparte
Maria Ana (Marie Anne) Elisa Bonaparte Baciocchi Levoy, Princesse Française, Ducesă de Lucca și Prințesă de Piombino, Mare Ducesă de Toscana, Contesă de Compignano (n. 3 ianuarie 1777 — d. 7 august 1820) a fost al patrulea copil supraviețuitor și cea mai în vârstă fiică supraviețuitoare a soților Carlo Buonaparte și Letizia Ramolino, fiind astfel cea mai tânără soră a lui Napoleon Bonaparte.